# Трудовая партия Ирана
Трудовая партия Ирана (перс. حزب کار ایران‎ Хезбе Каре Иран) — иранская коммунистическая партия ходжаистского толка.
Откололась от ТУДЕ в 1965 году в результате внутрипартийной борьбы, обвинив большинство в «ревизионизме» и «реформизме». На данный момент руководство партии находится в изгнании на территории Германии. Составляла жёсткую оппозицию как шахскому, так и исламистскому режиму в Иране. В связи с этим в 1987 году иранскими властями в Австрии был убит лидер партии Хамид Реза Читгар.
Входит в состав ходжаистской Международной конференции марксистско-ленинских партий и организаций.